# Snuten som rensade upp
Snuten som rensade upp (originaltiteln Strømer) är en dansk kriminal- och dramafilm från 1976 i regi av Anders Refn. Filmen är Refns första som regissör och i rollerna ses bland andra Jens Okking, Lotte Hermann och Otto Brandenburg.

## Handling
Kriminalassistent Karl Jørgensen kommer vid en undersökning fram till korruption och politiska oegentligheter vilkas förgreningar är svåra att överblicka. Under arbetets gång stängs han av från sin tjänst och oskadliggörs så småningom med psykologiska metoder. Han görs till ett psykfall.

## Rollista
- Jens Okking  –  Karl Jørgensen
- Lotte Hermann  –  Vera Jørgensen
- Bodil Kjer  –  Sabine Lund
- Birgit Sadolin  –  Grete Svendsholm
- Otto Brandenburg  –  Willer Johansen
- Henning Palner  –  Palle Møller
- Preben Harris  –  Eskebjerg
- Holger Juul Hansen  –  Kramer
- Bendt Rothe  –  Mester
- Ove Verner Hansen  –  Max Thorsen
- Dick Kaysø  –  John Bullnes
- Lizzie Corfixen  –  Topsy
- Anne Marie Helger  –  Marianne
- Inger Stender  –  Fru Severinsen
- Ulla Jessen  –  Bente
- Lene Vasegaard  –  Blondine
- Annie Birgit Garde  –  Politikerns fru
- Jørgen Kiil  –  Politiker
- Gösta Schwarck  –  Galopptränare Heine Grün
- Finn Nielsen  –  Bonanza
- Lars Lunøe  –  Borgmästare Heidersvold
- Baard Owe  –  Skalle
- Preben Lerdorff Rye  –  Fessor
- Bent Børgesen –  Christian Warnebue
- Erik Kühnau  –  Warnebues hantlangare
- Poul Glargaard  –  Warnebues hantlangare
- Peter Ronild  –  Redaktør Arnold
- Birger Jensen  –  Stallkarl
- Alvin Linnemann  –  Pensionatsgäst
- Flemming Quist Møller  –  Tasketyv
- Alberte Winding  –  Lis
- Jesper Christensen  –  Ung betjänt
- André Sallyman  –  Advokat
- Voja Miladinowiç  –  Man i polisförhör
- Erik Høyer

## Om filmen
Snuten som rensade upp producerades av Erik Crone för produktionsbolaget Crone Film. Manus skrevs av Refn, Flemming Quist Møller, Claus Rohweder, Knud Buchardt, Thomas Winding och Anders Bodelsen. Fotograf var Mikael Salomon, kompositör Kasper Winding och klippare Kasper Schyberg. Filmen premiärvisades den 29 oktober 1976 i Danmark och hade svensk premiär 15 oktober 1979 på biograf Star i Malmö.
Filmen belönades med tre priser vid Bodilgalan 1977: bästa manliga huvudroll (Jens Okking), bästa manliga biroll (Dick Kaysø) och bästa kvinnliga biroll (Bodil Kjer).